# 銀坊主
銀坊主（ぎんぼうず）は、1907年（明治40年）に石黒岩次郎が育成したイネ（稲）の品種である。「愛国」の中から施肥過多でも倒れない株を選抜して育成された。品種名の由来は、芒の赤い「愛国」の中で、無芒で籾が白っぽく見えたためとされる。

## 品種特性
熟期は晩生で、強稈。粒は中粒ながら株張りが良く穂数も多く多収。耐肥性に優れ、いもち病に強く、短日感応度もかなり高い。食味はそれほど良くはないが、市場では搗精歩合の高さが評価された。

## 歴史

### 育成
富山県婦負郡寒江村（現在の富山市）の石黒岩次郎が、1907年（明治40年）に初めて施肥過多で栽培した「愛国」の中から、ただ1株だけ倒れていないイネを見つけた。稈は太く穂数も多く、同年流行したいもち病にもかかっていなかった。翌年に栽培してみると、株張りも良く多収であった。石黒は「銀坊主」と名付けて栽培を続けつつ、近隣の農家にも広めていった。

### 発展
「銀坊主」は1921年（大正10年）に富山県の奨励品種となったことで急速に普及した。昭和になって化学肥料の使用が広まり始めたことも、耐肥性に優れる「銀坊主」が普及する一因となった。また、日照不足や冷水による灌漑でも育つ「銀坊主」は、特に北陸や山陰など日本海側の農家に歓迎された。1939年（昭和14年）には、作付面積は142,472haで全国4位となっている。
朝鮮半島から中国北部にも広まり、天津周辺では昭和30年代になっても栽培されていたとされる。

## 影響
1919年（大正8年）以降、純系選抜によって、熟期が約半月早い「銀坊主中生」などが育成された。人工交配による育種でも、「農林8号」など多くの品種が生み出され、「コシヒカリ」や「ササニシキ」などの優良品種につながっている。
JR富山駅から西に約4km進んだ北陸本線の線路沿いに、石黒を顕彰する「石黒岩次郎翁碑」がある。

## 関連品種

### 純系選抜種
- 「銀坊主中生」[2]
- 「銀坊主38号」[2]
- 「銀坊主88号」[2]

### 突然変異種
- 「短銀坊主」[2]

### 子品種
- 「農林8号」[2]
- 「農林13号」[2]
- 「農林15号」[2]

### 孫品種
- 「農林43号」（種子親を「農林8号」、花粉親を由来不明の「早生銀坊主」として交配。「早生銀坊主」が「銀坊主」の純系分離であるかは不明）[2][3]
- 「農林22号」（「農林6号」を花粉親、「農林8号」を種子親として交配）[4]
- 「ササシグレ」（「東北24号」を花粉親、「農林8号」を種子親として交配）[5]

### ひ孫品種
- 「コシヒカリ」（「農林1号」を花粉親、「農林22号」を種子親として交配）[6]
- 「ササニシキ」（「ササシグレ」を花粉親、「農林1号」を花粉親・「農林22号」を種子親として交配した「ハツニシキ」を種子親として交配）[7]
- 「中生新千本」（「隼」を花粉親、「農林22号」を種子親として交配）[8]
- 「ひより」（「ササシグレ」を花粉親、「山田錦」を種子親として交配）[5][9]

### 玄孫品種
- 「日本晴」（「幸風」を花粉親、「農林22号」を花粉親・「中京旭」を種子親として交配した「ヤマビコ」を種子親として交配）[10]